# Бабич, Валерий Георгиевич
Вале́рий Гео́ргиевич Ба́бич (укр. Валерій Георгійович Бабич; 25 августа 1953 — 29 октября 2020) — украинский политический деятель и экономист, предприниматель.

## Биография
Родился 25 августа 1953 в городе Броды Львовской области.
В 1970 году поступил в Киевский торгово-экономический институт, который окончил в 1974 году. После этого Валерий Бабич работал экономистом, старшим экономистом Подольского районного гастрономторга г. Киева.
После службы в армии (1974—1975) работал в совете по изучению производственных сил УССР при Академии наук УССР. Одновременно Валерий Бабич поднимался по комсомольской лестнице.
Так, начиная с 1977 он работал заведующим сектором райкома ЛКСМУ в Киеве, затем заведующим отделом райкома ЛКСМУ, завотделом горкома ЛКСМУ. Впоследствии работал в Центральном Комитете ЛКСМУ.
С 1984 по 1986 Валерий Бабич был помощником заместителя председателя Госплана УССР. Впоследствии работал в Совете Министров УССР (до 1989).
В 1989 Валерий Бабич поступает на работу в ассоциацию «Интеринвест», генеральным директором которой становится год спустя.
В 1991 Валерий Бабич был одним из основателей Республиканского акционерного общества «Украинская биржа» (с 1992 — Акционерная группа «Украинская финансовая группа»), президентом которого он является до сих пор. Вскоре Валерий Бабич стал председателем совета промышленников и предпринимателей при президенте Украины. С 1993 по 1994 он так же являлся внештатным советником президента Украины.
27 марта 1994 Валерий Бабич баллотировался на пост депутата от Западно-Донбасского (№ 97) избирательного округа, в результате чего был избран в Верховную раду Украины.
26 июня того же года Валерий Бабич участвовал в первом туре президентских выборов. На них он занял пятое место из семи, набрав 2,48 % (644 263 голосов). Вскоре Валерий Бабич возглавил созданный им «Украинский христианский фонд».
В преддверии парламентских выборов 15 декабря 1997 года Валерий Бабич был включён в избирательный список Христианско-демократической партии Украины под номером 2. Однако вскоре он зарегистрировался кандидатом на пост депутата от одномандатного округа № 218 (г. Киев), от которого и был во второй раз избран в Верховную раду 13,84 % голосов.
В апреле 1998 Валерий Бабич возглавил партию «Всеукраинское объединение христиан» (ВОХ).
На парламентских выборах 31 марта 2002 он возглавил избирательный список этой партии. ВОХ набрал, однако, всего 0,29 % голосов, и Валерий Бабич в парламент не прошёл.
В 2003 он не был переизбран на пост главы своей партии и отошёл на второй план украинской политики.